# Листова черепаха Олдхема
Листова черепаха Олдхема (Cyclemys oldhamii) — вид черепах з роду Листова черепаха родини Азійські прісноводні черепахи.

## Опис
Загальна довжина карапаксу досягає 22—25,4 см. Голова середнього розміру. Карапакс подовженої форми у дорослих й округлий у молодих черепах. У дорослих на панцирі є один низький серединний кіль.
Карапакс у молодих особин оливковий, у дорослих — сіро-коричневий або оливково-коричневий. Пластрон рожевий або червоний у молодих черепах й світло-коричневий з темними смугами у дорослих, що створює видимість повністю темного пластрона. На горлі присутні дрібні темні плями або смуги. Шия та кінцівки сірувато-коричневі або оливкові.

## Спосіб життя
Полюбляє гірські струмки, але більшу частину часу проводить на березі. Харчується рибою, креветками, фруктами, овочами, рослинами.
Самиця відкладає 10—15 яєць.

## Розповсюдження
Мешкає від східної Індії, Непалу через М'янму, Таїланд, захід В'єтнаму через Лаос і Камбоджу до півострова Малакка, островів Ява, Суматра, Калімантан (Індонезія)